# Eosentomon tschergense
Eosentomon tschergense är en urinsektsart som beskrevs av Andrzej Szeptycki 1988. Eosentomon tschergense ingår i släktet Eosentomon och familjen trakétrevfotingar. Inga underarter finns listade i Catalogue of Life.